# Hemprich-tokó
A Hemprich-tokó (Lophoceros hemprichii) a madarak osztályának a szarvascsőrűmadár-alakúak (Bucerotiformes) rendjéhez, ezen belül a szarvascsőrűmadár-félék (Bucerotidae) családjához tartozó faj.

## Rendszerezése
A fajt Christian Gottfried Ehrenberg német természetkutató és zoológus írta le 1833-ban, a Buceros nembe Buceros (Lophoceros) Hemprichii néven. Régebben a Tockus nembe sorolták Tockus hemprichii néven. Tudományos faji és magyar nevét Wilhelm Hemprich német természettudósról kapta.

## Előfordulása
Afrika keleti részén honos, Dél-Szudán, Dzsibuti, Eritrea, Etiópia, Kenya, Szomália, Szudán és Uganda területén honos. Természetes élőhelyei a szubtrópusi és trópusi száraz erdők és szavannák, folyók és patakok környékén. Állandó, nem vonuló faj.

## Megjelenése
Testhossza 58 centiméter.

## Természetvédelmi helyzete
Az elterjedési területe nagyon nagy, egyedszáma ugyan csökken, de még nem éri el a kritikus szintet. A Természetvédelmi Világszövetség Vörös listáján nem fenyegetett fajként szerepel.